# Marcador molecular
- Marcador molecular são sequências de DNA que revelam polimorfismos entre indivíduos geneticamente relacionados. Os marcadores moleculares são amplamente utilizados para estudo populacional, mapeamento e análises de similaridade e ainda, distância genética. Além disso, é possível, com estes, identificarem acessos de plantas, isolados de um microrganismo ou até completar estudos de sistemática. Esta revisão tem o objetivo de esclarecer as utilidades aplicacionais dos marcadores moleculares, e também as diferentes técnicas utilizadas, no estudo dos marcadores moleculares, e suas respectivas particularidades, todas com a meta de detectar polimorfismos em uma molécula de DNA. Existem 2 tipos de Marcadores Moleculares: os marcadores de evolução lenta e os marcadores de evolução rápida.

1. Marcadores de Evolução Lenta como a taxa de mudança é lenta, os indivíduos proximamente aparentados (mesma família), não apresentam diferenças, sendo mais adequado para estudos que envolvem diferentes espécies ou táxons supra específicos, ou seja, filogenia. Ex:. RFLPs e sequenciamento
2. Marcadores de Evolução Rápida como a taxa de mudança é rápida, mesmo indivíduos muito aparentados, serão diferentes entre em si, sendo mais adequado para estudo de indivíduos, famílias e populações. Ex:. RAPDs, aloenzimas e microsatélites. (Evolução, vol.1 CEDERJ)

Os marcadores moleculares surgiram devido à necessidade da detecção de polimorfismo genético diretamente no DNA e representam o terceiro grupo de marcadores. Um marcador molecular é definido como qualquer fenótipo molecular oriundo de um gene expresso ou de um segmento específico de DNA (Ferreira & Grattapaglia, 1998). Milach (1998a) descreve que marcadores moleculares são características de DNA que diferenciam dois ou mais indivíduos e são herdados geneticamente. Esses autores citados acima apresentam extensa revisão sobre o assunto.
Existem diversas razões para que os marcadores moleculares apresentam vantagens sobre os marcadores morfológicos convencionais. Em contrastes com caracteres morfológicos, os marcadores moleculares exibem neutralidade fenotípica, geralmente são herdados co-dominantemente, raramente exibem interações epistáticas ou pleiotrópicas, podendo ser detectados tanto em tecidos jovens como em adultos.
O uso de marcadores moleculares permite que a seleção e novos cruzamentos sejam realizados em uma mesma geração, o que aumenta consideravelmente a eficiência de um programa de melhoramento. Podem ser usados mesmo que não tenham sido mapeados, ou seja, associados a um gene, a uma região cromossômica ou a um fenótipo, desde que possam ser seguidos em gerações subsequentes, comprovando sua natureza genética (Ferreira & Grattapaglia, 1998; Milach, 1988a).
- Marcadores moleculares de DNA têm sido usados para sinalização de genes de resistência a doenças, insetos e pragas; avaliação e caracterização de germoplasma; melhoramento dos pais de híbridos; introgressão gênica e seleção auxiliada por marcadores; desenvolvimento de mapas genéticos; determinação de grupos heteróticos e associação com regiões genômicas que afetam heterose; reconstituição de pedigrees; testes de pureza genética; seleção de resistência a patógenos exóticos ainda inexistentes em determinada região; associação com caracteres quantitativos; estudos de interação genótipo-ambiente; processos legais; entre outros (Rafalski & Tingey, 1993; Ferreira & Grattapaglia, 1998; Milach, 1998a, 1998b).

Federizzi (1998) enfatiza que a área de maior impacto dos marcadores moleculares no melhoramento vegetal será através do emprego da seleção assistida para identificação de genótipos superiores em populações segregantes. Porém cita que alguns pré-requisitos devem ser levados em consideração, tais como: o marcador deve co-segregar ou estar associado ao gene de interesse; a técnica deve ser eficiente, de baixo custo para uso rotineiro, reproduzível e de fácil uso.
- A seleção assistida por marcadores moleculares é realizada mediante a conversão de marcadores elaborados em um tipo de marcador simples, representando uma forma de seleção indireta na qual o caráter indireto apresenta herdabilidade próxima a 100 %, uma vez que a seleção poderá ser conduzida independente do ambiente. O uso de marcadores moleculares na seleção de genótipos superiores poderá incrementar a eficiência no melhoramento de plantas, pois menor número de progênies por combinação será necessário, bem como menor número de gerações para a estabilização dos genótipos (Barbosa Neto, 1998; Federizzi, 1998).

Contudo, os principais motivos para aplicação limitada de marcadores moleculares em programas de melhoramento ainda têm sido o custo e procedimentos elaborados da maioria dos marcadores disponíveis. Assim, novos tipos de marcadores estão surgindo e abrindo novas perspectivas para seleção assistida.
Teoricamente, um número ínfimo de marcadores a serem analisados em uma população particular possibilita a construção de mapas genéticos de ligação com relativa facilidade. Além disso, o desenvolvimento de mapas genéticos é considerado uma das aplicações de maior impacto da tecnologia de marcadores moleculares de plantas.
A caracterização molecular de uma cultivar é um passo fundamental no processo de proteção legal dos materiais desenvolvidos por melhorista, contribuindo para a descrição detalhada desses materiais. O uso de marcadores moleculares tem sido importante em processos legais que envolvem disputas de direito autoral (Smith, 1989). O grau de similaridade entre cultivares pode ser empregado para reconstituir o pedigree de certos materiais, com fins de testar o conhecimento básico sobre o processo de desenvolvimento de uma cultivar e como subsídio à proteção legal (Dweikat et al., 1993).
O fingerprinting do DNA (caracterização molecular de uma espécie) tem sido usado para mapeamento de ligação do genoma, teste de identidade de cultivares, determinação da relação de parentesco e da variação genética, análise de populações e de pedigree, localização de loco para doenças e epidemiologia (Landegren et al., 1980).
Além disso, o estudo da diversidade genética de variedades e populações encontra aplicações diretas no melhoramento de plantas no que se refere à seleção e ao agrupamento dos materiais mais promissores para formação de populações básicas (Phillips et al., 1993).
- O RFLP ("Polimorfismo no Comprimento dos Fragmentos de Restrição" - "Restriction Fragment Length Polymorphism", Botstein et al., 1980) é um dos grupos mais usados de marcadores moleculares, e que foi o primeiro a ser desenvolvidos. Quando clivados com enzimas de restrição, expressam, por eletroforese, as diferenças de comprimento de fragmentos de DNA, observadas por meio da hibridização desses fragmentos com Sequências homólogas do DNA marcado com radioatividade ou por luminescência. Os RFLPs podem ser causados por mudanças de pares de bases, rearranjo de DNA, inserção e/ou deleção ou diversidade natural na Sequência de nucleotídios entre ou dentro de populações. Possibilitam a identificação de maior número de locos polimórficos e, por conseguinte, foram a primeira ferramenta eficaz para a seleção assistida por marcadores. A principal limitação da técnica é o uso intensivo da mão-de-obra e o tempo necessário para a análise genômica. Os RFLPs apresentam expressão co-dominante, e, por cobrirem todo o genoma, a probabilidade de associação de marcadores com genes de características agronômicas importantes é grandemente aumentada.

- PCR: Mais recentemente, o advento de técnicas baseadas em PCR ("Reação em Cadeia pela Polimerase" - "Polymerase Chain Reaction") apresentou uma nova opção ao uso de marcadores moleculares. A técnica foi desenvolvida em meados da década de 80 e alcançou uso disseminado e extenso em diversas áreas de biologia quase que imediatamente (White et al., 1989). PCR é uma técnica poderosa usada para ampliar pequenas Sequências específicas de nucleotídios em quantidades acessíveis à análise, a partir de ínfima quantidade de DNA. Baseia-se na síntese enzimática in vitro de um segmento específico de DNA na presença da enzima DNA polimerase e de primers específicos ou não. Tais primers delimitam a Sequência de DNA de fita dupla a ser amplificada, cujos resultados são milhões de cópias idênticas (Mullis & Faloona, 1987; White et al., 1989).Vários marcadores se baseiam no princípio do PCR.
- RAPD ("Polimorfismo do DNA Amplificado ao Acaso" - "Random Amplified Polymorphism DNA", Williams et al., 1990), ou AP-PCR ("Polimorfismo Amplificado pela Reação em Cadeia da Polimerase" - "Amplified Polymorphism - Polymerase Chain Reaction", Welsh & McClelland, 1990), oferece a oportunidade de gerar grande quantidade de polimorfismo de fragmentos de DNA, espalhados por todo o genoma (incluindo regiões de DNA repetitivo), usando primers escolhidos ao acaso, nas reações de amplificação.

Os marcadores RAPD, ao contrário dos RFLPs e daqueles obtidos com PCR, são baseados na amplificação do DNA, não requerendo conhecimento na Sequência do DNA-alvo, nem a seleção laboriosa de sondas.
Comparando com RFLPs, os marcadores RAPD não requerem primers espécie específicos, como é o caso das sondas usadas nos RFLPs, necessitam cerca de 100 vezes menos DNA, não é necessária digestão com enzimas de restrição, podem ser observados diretamente no gel, ao contrário de RFLP, que necessita Southern blot e hibridação com sondas marcadas (normalmente com fósforo radioativo), podendo cada primer amplificar diferentes locos do genoma (Devos & Gale, 1992; Ferreira & Grattapaglia, 1998).
A grande vantagem da técnica de marcadores RAPD está, sem dúvida, na sua capacidade de detectar polimorfismo de modo simples e rápido, permitindo assim que possam ser usados como fingerprinting, distinguindo divergências mínimas entre espécies ou clones ou dentro destes. Além disso, os RAPDs são muito eficientes em identificar marcadores mais proximamente ligados, assim como podem mapear regiões constituídas por Sequências repetitivas.
- SSR ("Sequências Simples Repetidas" - "Simple Sequence Repeats" ou "Microssatélites", Hamada et al., 1982; Litt & Luty, 1989) são marcadores mais polimórficos e consistem em pequenas Sequências com um a cinco pares de base que se repetem em série em número variável (geralmente de uma dezena a uma centena de vezes). Geralmente, os microssatélites identificam um único loco no genoma e, por sua alta taxa de mutação, são freqüentemente multialélicos, além de segregarem de modo co-dominante.

Os marcadores microssatélites têm eliminado a necessidade de cruzamentos distantes para maximizar o polimorfismo molecular, ou seja, qualquer cruzamento é potencialmente informativo para o mapeamento molecular. Isto é particularmente importante para espécies autógamas, como é o caso de trigo (Ferreira & Grattapaglia, 1998).
Contudo, esses marcadores requerem a construção de biblioteca genômica enriquecida para Sequências microssatélites, sequenciamento desses clones e desenho dos primers. Microssatélites estão sendo desenvolvidos em alguns laboratórios do mundo para diversas culturas, como milho, arroz e trigo (Roder et al., 1995; Rongwen et al., 1995; Devos et al., 1995).
- AFLPs ("Polimorfismo de Comprimento de Fragmentos Amplificados" - "Amplified Fragment Length Polymorphism" - Zabeau, 1993; Vos et al., 1995) esses marcadores constituem um dos mais recentes marcadores de DNA e combinam as vantagens dos RFLPs e RAPDs. Tais marcadores encontram-se distribuídos por todo o genoma de procariotos e eucariotos. A técnica dos AFLP consiste primeiramente na clivagem do DNA genômico do indivíduo usando duas enzimas de restrição, seguida do emprego de adaptadores específicos, que são ligados aos terminais dos fragmentos de DNA que foram clivados. Após, são feitas as amplificações via PCR dos fragmentos do DNA. Por último, é realizada eletroforese em gel de alta resolução para visualização dos fragmentos gerados.

A vantagem desses marcadores é o grande número de fragmentos que são gerados e detectados em único gel, fazendo com que, apesar de ser um marcador essencialmente dominante, sejam capazes de analisar o maior número de locos em um único gel em relação aos outros marcadores, sendo, atualmente, considerados a mais eficiente entre as tecnologias de marcadores já desenvolvidas.
Devido ao polimorfismo gerado por esses marcadores ser muito amplo, há maior rapidez no mapeamento genético. Estão sendo usados em fingerprinting, na construção de mapas genéticos (Lin & Kuo, 1995; Eck et al., 1995; Vos et al., 1995; Becker et al., 1995; Maheswaran et al., 1997; Goodwin et al., 1998), na caracterização da diversidade genética (Barret & Kidwell, 1998; Barret et al.; 1998) e na detecção de mutações (Castiglioni et al., 1998), entre outros.
Além disso, qualquer dos marcadores citados pode ser usado para uma rápida identificação de ligação com alelos de genes que conferem importantes características para o melhoramento, se analisados pela técnica BSA, ou seja, Análise de Segregantes em Bulk - "Bulk Segregant Analysis" (Michelmore et al. 1991).
Conforme Ferreira & Grattapaglia (1998), a análise de segregantes em bulk é um método rápido para identificar marcadores ligados a qualquer gene específico ou região do genoma. O método envolve a comparação de 2 pool de amostras de DNA dos indivíduos de uma população segregante originária de um único cruzamento. Dentro de cada pool ou bulk, os indivíduos são identificados para características ou gene de interesse, mas são arbitrários para todos os outros genes. Dois pools contrastantes para uma característica (por exemplo: resistência ou suscetibilidade a uma doença particular) são analisados para identificar marcadores que os distinguem. Marcadores que são polimórficos entre os pools serão geneticamente ligados ao loco que determina a característica usada para construir os pools.
- [1][2][3]Marcadores moleculares em análises genéticas: Hoje em dia, existe um grande número de marcadores moleculares de vários tipos, porém o princípio da análise desses marcadores é igual para todos: marcadores comuns aos acessos significam semelhanças e marcadores não comuns significam diferenças genéticas.

A grande gama de marcadores moleculares existentes hoje, viabilizam uma capacidade de amostragem do genoma bastante ampla, e possuem grande potencial para a avaliação da diversidade genética, como nas aplicações filogenéticas e evolutivas e para fins práticos em programas de melhoramento genético e ainda na manutenção de bancos de germoplasma.
Os marcadores avaliam os genótipos e as bandas iguais a todos os indivíduos são interpretadas como semelhanças genéticas, as bandas diferentes por sua vez, são interpretadas como diferenças genéticas, os resultados então são codificados para gerar uma matriz de similaridade, ou assimilaridade, que pode ser graficamente interpretada por meio de analise de agrupamento ou multivariada.
A escolha dos genitores e o planejamento dos cruzamentos são etapas importantes para o programa de melhoramento genético, nessa etapa, os marcadores fornecem informações genéticas adicionais e detalhadas dos genótipos, tornando maior a probabilidade de obtenção de cultivares superiores.
A utilização de marcadores moleculares em programas de introgressão de genes por meio de retrocruzamento, atualmente é o exemplo mais concreto de melhoramento genético assistido por marcadores. O germoplasma não adaptativo tem sido usado em programas de melhoramento para introduzir características genéticas simples com resistência a doenças. Além de monitorar a presença de genes-alvo, a genotipagem molecular individual também pode selecionar genes que são mais semelhantes aos genótipos recorrentes. E com melhor transformação na região próxima ao gene introduzido. Desta forma, o número de ciclos de retrocruzamento necessários para restaurar o genótipo é significativamente reduzido, acelerando assim o desenvolvimento de variedades melhoradas.
De modo geral, as estratégias utilizando marcadores moleculares baseiam-se em atribuir um valor ao genótipo observado em um loco de marcador molecular, valor esse que pode ser usado junto o fenótipo para a obtenção de um índice para auxiliar na seleção dos indivíduos com maior potencial no programa de melhoramento.
1. ↑  Souza, Elaine Aparecida de. «Alternativas experimentais na avaliação de progênies em programas de melhoramento genético vegetal». Consultado em 24 de outubro de 2020
2. ↑  Pistori, Hemerson. «Tecnologia adaptativa em engenharia de computação: estado da arte e aplicações.». Consultado em 24 de outubro de 2020
3. ↑  «Supplemental Information 3: An excerpt from Data Downloads page, where users can download original datasets.». dx.doi.org. Consultado em 24 de outubro de 2020